# Punt adherent
En matemàtica, un punt adherent d'un subconjunt d'un espai topològic és un punt tal que cada conjunt obert que el conté, conté almenys un punt del subconjunt. Un punt és adherent del conjunt si i només si el punt és a la clausura topològica del conjunt.

## Exemples
Els punts que pertanyen a un conjunt són tots punts d'adherència d'aquest conjunt.
En un interval obert en els nombres reals {\displaystyle (a,b)} els extrems {\displaystyle a} i {\displaystyle b} de l'interval són punts d'adherència. Aleshores, l'adherència o conjunt de punts adherents de l'interval obert {\displaystyle (a,b)} és l'interval tancat {\displaystyle [a,b]}.